# Diecezja Gulbarga
Diecezja Gulbarga – diecezja rzymskokatolicka w Indiach. Została utworzona w 2005  z terenu archidiecezji Hajdarabadu, diecezji Belgaum i diecezji Bellary.

## Ordynariusze
- Robert Michael Miranda (od 2005)